# Osseghem (métro de Bruxelles)
Osseghem /ɔsəgɛm/ (en néerlandais : Ossegem) est une station des lignes 2 et 6 du métro de Bruxelles située à Bruxelles, sur la commune de Molenbeek-Saint-Jean.

## Situation
La station de métro, aérienne et qui porte le nom du quartier qu'elle dessert, se trouve sur un viaduc parallèle à la ligne de chemin de fer.
Elle est située entre les stations Simonis et Beekkant sur les lignes 2 et 6.

## Histoire
Cette station est exploitée depuis le 6 octobre 1982 et faisait partie de la ligne 1A, jusqu'à la restructuration du métro, le 4 avril 2009. Aujourd'hui, la station est parcourue par les lignes 2 et 6.

## Service aux voyageurs

### Accès
La station compte trois accès :
- Accès nos 1 et 2 : situés au nord de la chaussée de Gand ;
- Accès no 3 : situé au sud de la chaussée de Gand (accompagné d'un ascenseur).

Cette station se situe sur un pont-viaduc, au-dessus de la Chaussée de Gand.

### Quais
La station est de conception particulière avec deux voies encadrant un unique quai central.

### Intermodalité
La station est desservie par la ligne 20 des autobus de Bruxelles, par les lignes 129 et 620 (ligne de nuit) du réseau De Lijn et, la nuit, par la ligne N16 du réseau Noctis.

## À proximité
- Chaussée de Gand
- Château du Karreveld
- Stadium